# Antares Vázquez Alatorre
Antares Guadalupe Vázquez Alatorre (Minneapolis, Minnesota; 5 de junio de 1964) es una dermatóloga y política mexicana, miembro del Movimiento Regeneración Nacional. Fue precandidata a la gubernatura de Guanajuato y desde el 1 de septiembre del 2018 es Senadora de México en la LXIV y LXIV Legislatura del Congreso de la Unión.

## Biografía

### Trayectoria académica
Estudió medicina en la Universidad La Salle y posteriormente la Especialidad en Dermatología, con una subespecialidad en Criocirugía en el Hospital General de México. Tiene la Maestría en Educación, Formación Docente, por la Universidad de la Salle Bajío y el Doctorado en Innovación Educativa por el Tecnológico de Monterrey. Fue Primera Secretaria de la Mesa Directiva del Senado. Actualmente es Presidenta de la Comisión de Educación del Senado de la República.

### Trayectoria profesional
Además de atender su consultorio de dermatología, también ha sido profesora de preparatoria, licenciatura, maestría y doctorado en el ITESM campus León, Universidad De La Salle Bajío, Universidad del Valle de Atemajac y Universidad Tecnológica de León, impartiendo materias relacionadas con el ámbito biológico, educativo y de investigación.
Fue presidenta de Adonai Fuente de Vida A.C. organización sin fines de lucro que se dedica a la atención al aprendizaje infantil y la construcción de capital social; también fue integrante de Patria 12 A.C. que se dedica a la concientización política y a la denuncia de actos de corrupción.

## Trayectoria política
Vázquez es fundadora de Morena. En las elecciones federales de México de 2015 fue candidata a diputada federal por el Distrito electoral federal 5 de Guanajuato.
En 2017 fue elegida Coordinadora Estatal de Organización de Morena en Guanajuato. En febrero de 2018 Vázquez Alatorre fue seleccionada como candidata a la gubernatura del Estado de Guanajuato por la coalición Juntos Haremos Historia integrada por el PT, Morena y PES.
Sin embargo, en marzo de 2018, se sometió a una nueva encuesta y cedió su lugar a quien pudiera garantizar mayor votación en GUANAJUATO. De esta manera el exalcalde de León (2009-2012) y diputado federal Ricardo Sheffield Padilla asumió la candidatura. El Comité Ejecutivo Nacional de Morena acordó postularla para el Senado en la lista nacional. Durante este proceso fue la coordinadora de la campaña de Andrés Manuel López Obrador en Guanajuato.

### Senadora por Lista nacional (2018-2024)
Fue postulada como senadora en el primer lugar de la lista nacional al Senado por Morena.
Como senadora fue Secretaria de la Mesa Directiva Cámara de Senadores y de la Comisión de Relaciones Exteriores, América Latina y el Caribe. Actualmente es Presidenta de la Comisión de Educación. Además es integrante de las Comisiones del Senado de México de: Derechos Humanos, Salud y Ciencia y Tecnología.